# Legacy Landscapes Fund
Der Internationale Naturerbe Fonds – Legacy Landscapes Fund ist eine gemeinnützige Stiftung zum Schutz biologischer Vielfalt und der Verwaltung terrestrischer Schutzgebiete mit Hauptsitz in Frankfurt am Main.

## Geschichte
Der Legacy Landscapes Fund (LLF) wurde am 8. Dezember 2020 in Frankfurt am Main von der KfW im Auftrag des Bundesministeriums für wirtschaftliche Zusammenarbeit und Entwicklung (BMZ) gegründet und im Mai 2021 offiziell gelauncht. Außer der KfW und dem BMZ sind ebenfalls die Agence Française de Développement (AFD), die International Union for Conservation of Nature (IUCN), das UNESCO-Welterbezentrum und viele große Nichtregierungsorganisationen wie die Zoologische Gesellschaft Frankfurt (ZGF) und die World Conservation Society (WCS) beteiligt.
Die Stiftung wurde gegründet, um die Finanzierungslücke im Bereich der biologischen Vielfalt zu schließen, indem sie erhebliche und dauerhafte Finanzmittel von öffentlichen und privaten Gebern beschafft und damit langfristige Unterstützung für internationale Schutzgebiete und ihre Pufferzonen im Globalen Süden bereitstellt. So trägt die Stiftung zur Umsetzung des Übereinkommens über die biologische Vielfalt (CBD) bei. Der LLF konzentriert sich dabei auf die Unterstützung professioneller Partnerschaften zwischen erfahrenen Nichtregierungsorganisationen und Schutzgebietsbehörden (oder lokalen Verwaltern des Landes) sowie indigenen und lokalen Gemeinschaften mit dem Ziel, terrestrische Schutzgebiete effektiv und nachhaltig zu erhalten.
Ziel des LLF ist es, insgesamt mindestens 30 Schutzgebiete langfristig zu finanzieren, die jeweils mindestens 2000 Quadratkilometer umfassen, eine sehr hohe Biodiversität aufweisen und einen wichtigen Beitrag zum Klimaschutz leisten. Im Dezember 2021 wurde die Finanzierung der Pilotprojekte im Odzala-Kokoua Nationalpark in der Republik Kongo, des Leuser Ecosystems in Indonesien und im Gonarezhou-Nationalpark in Simbabwe genehmigt. Bereits im Oktober 2021 hat das LLF-Kuratorium die Förderung des Madidi-Nationalparks in Bolivien und des North-Luangwa-Nationalparks in Sambia genehmigt. Die Projekte erhalten über den LLF jeweils 1 Mio. USD jährlich über einen Zeitraum von mindestens 15 Jahren.

## Leitung
Den geschäftsführenden Vorstand des LLF bilden seit 1. April 2021 Stefanie Lang als Direktorin sowie David Morrison auf ehrenamtlicher Basis.
Vorsitzende des Aufsichtsrates ist Heike Henn, stellvertretender Vorsitzender ist Thomas Duve. Weitere Mitglieder des Aufsichtsrates sind Aileen Lee und Barry Gold.

## Finanzen
Die KfW stellte zur Gründung des Legacy Landscapes Fund im Auftrag der Bundesregierung ein Startkapital von 82,5 Mio. Euro zur Verfügung. Im ersten Schritt etablierte sie ebenfalls einen Verbrauchsfonds, um mit einer auf zunächst 15 Jahre begrenzten Förderung für bis zu 7 Schutzgebieten zu beginnen. Angestrebt wird der Aufbau eines Kapitals für bis zu 30 Mio. USD pro Schutzgebiet, aus dessen Anlagerenditen die dauerhafte Grundfinanzierung ("Ewigkeitsfinanzierung") der einzelnen Schutzgebiete erfolgen soll.
Auf lange Sicht wird die Finanzierung von mindestens 30 Schutzgebieten bis 2030 und damit der Aufbau des Stiftungsvermögens von bis zu 1 Mrd. EUR angestrebt. Neben öffentlichen Gebern beteiligen sich auch private Finanziers. Als erster privater Geber hat die Gordon and Betty Moore Foundation 5 Mio. USD direkt in die Stiftung eingezahlt, weitere 35 Mio. USD wurden von privaten Geldgebern zur Ko-finanzierung der 7 Pilotgebiete eingeworben. Ebenfalls als Ko-Finanzier gespendet haben die Rob and Melani Walton Foundation, der Arcadia Fund und die Wyss Foundation.
Die Mittel werden für Bedarfe der Schutzgebietsverwaltung und hier insbesondere für Infrastruktur, die Ausstattung und Ausbildung von Parkwächtern, die Unterstützung lokaler und indigener Gemeinden, zur Schaffung von Einkommensquellen für Anrainer z. B. durch Ökotourismus, zur Stärkung von partizipativen Entscheidungsprozessen, dem Aufbau und Monitoring, auch von Umwelt- und Sozialstandards und zur Bekämpfung von illegaler Jagd oder Abholzung verwendet.

## Kritik
Recherchen verschiedener Medien haben zu Kritik an dem Fund geführt. Die taz kritisierte auf Basis von internen Dokumenten den Naturschutzansatz des LLF, der zu sozialen Konflikten in Projektländern führen kann, sowie die Entstehung des LLF, die von einigen wenigen Naturschutzverbänden und Philanthropen geprägt war. Eine investigative Recherche von Tagesschau.de deckte zudem Vorwürfe von Folter an den indigenen Baka im mitfinanzierten Naturschutzgebiet Odzala in der Republik Kongo auf. Zudem wurde Kritik daran geäußert, dass im Nationalpark Madidi in Bolivien eine Behörde unterstützt wird, die ihre Funktion nicht erfüllt und illegalen Bergbau deckt.